# Euboia (Tochter des Larymnos)
Euboia (altgriechisch Εὔβοια Eúboia) ist eine Person der griechischen Mythologie.
Euboia ist nach Athenaios Deipnosophistai die Tochter des Larymnos und von Polybos, dem Sohn des Hermes, Mutter des Meergottes Glaukos. In einem Promathion-Fragment ist sie die Gattin des Hermes. Von diesem ist sie die Mutter des Polybos, dem Vater des Glaukos, wodurch sie die Großmutter des Glaukos ist.